# Еріх Бранденбергер
Еріх Бранденбергер (нім. Erich Brandenberger; нар. 15 липня 1892, Аугсбург — пом. 21 червня 1955, Бонн) — німецький воєначальник часів Третього Рейху, генерал танкових військ (1943) Вермахту. Кавалер Лицарського хреста Залізного хреста з дубовим листям (1943). За часів Першої світової війни бився на Західному фронті. Після розпаду Німецької імперії в лавах рейхсверу. З приходом нацистів до влади продовжив військову службу, брав активну участь у військових кампаніях Другої світової: у Французькій, в Югославії, у війні проти Радянського Союзу.

## Біографія
Адольф Роберт Еріх Брандербергер народився 15 липня 1892 в Аугсбурзі в Королівстві Баварія.
Військова кар'єра
- 7 березня 1912 — фенрих
- 25 жовтня 1913 — лейтенант
- 17 січня 1917 — оберлейтенант
- 1 січня 1923 — гауптман
- 1 лютого 1932 — майор
- 1 липня 1934 — оберстлейтенант
- 1 серпня 1936 — оберст
- 1 серпня 1940 — генерал-майор
- 1 серпня 1942 — генерал-лейтенант
- 1 серпня 1943 — генерал артилерії
- 8 листопада 1943 — генерал танкових військ

1 серпня 1911 року вступив на дійсну військову службу фанен-юнкером у 6-й Баварський полк польової артилерії принца Фердинанда фон Бурбона, герцога фон Калабрійського. Закінчив військове училище в Мюнхені (1913). З 25 жовтня 1913 — лейтенант.
З початку Першої світової війни — на Західному фронті, на штабних посадах рівня батальйон, полк в артилерійських частинах кайзерівської армії. З січня 1917 — обер-лейтенант. З грудня 1917 — командир артилерійської батареї, з серпня 1918 — командир артилерійського дивізіону. За час війни нагороджений Залізними хрестами обох ступенів і ще орденами Німецької імперії.
Після завершення воєнних дій, залишився в лавах збройних сил, у Рейхсвері. У 1919—1920 роках ад'ютант 21-го артилерійського полку сухопутних військ Веймарської республіки. З 1920 по 1936 роки на різних командних, штабних та викладацьких посадах в артилерійських частинах й з'єднаннях. З жовтня 1936 командир 74-го артилерійського полку. Напередодні Другої світової війни — начальник штабу 23-го армійського корпусу (на західному кордоні Німеччини), оберст.
З травня 1940 брав активну участь у Французькій кампанії. З 29 лютого 1941 командир 8-ї танкової дивізії Вермахту, якою командував під час окупації Німеччиною Югославії, а з 22 червня 1941 року брав участь у війні проти Радянського Союзу. У складі групи армій «Північ» танкова дивізія Е. Бранденбергера вела бої в Прибалтиці. 26 червня 1941 у складі 56-го моторизованого корпусу генерала від інфантерії Еріх фон Манштейн у складі 4-ї танкової групи діяла в районі Шауляя, захопила Даугавпілс.
З 10 липня 1941 року 8-ма дивізія стрімко наступала на Новгородському напрямку. У середині липня в результаті контрудару радянських військ потрапила в оточення і проривалася через Сольці на захід. Після прориву з оточення відведена в тил. За грамотні дії в складній ситуації 15 липня 1941 року генерал-майор Еріх Бранденбергер нагороджений Лицарським хрестом Залізного хреста.
Восени-взимку 1941 року бої на Ленінградському напрямку. З 1942 року оборонні бої в районі Холма. У серпні 1942 присвоєне військове звання генерал-лейтенант.
У січні — березні 1943 року — командир 59-го армійського корпусу (у районі Великих Лук), потім командир 17-го армійського корпусу, а з листопада 1943 — командир 29-го армійського корпусу (бої в Україні) на Східному фронті. Бої під час Дніпровсько-Карпатської операції в районі Кривого Рогу, потім в Умансько-Ботошанській операції. З серпня 1943 — у званні генерал артилерії. 8 листопада присвоєне звання генерал танкових військ, а 12 листопада 1943 нагороджений дубовим листям до Лицарського хреста (№ 324).
31 серпня 1944 призначений командувачем 7-ї армії на Західному фронті. Бився в Арденнській операції. Наприкінці березня 1945 року отримав посаду командувача 19-ї армії на чолі якої капітулював 6 травня 1945 року американським військам.
Звільнений з полону в 1948 році. Останні роки мешкав у Західній Німеччині, помер 21 червня 1955 в Бонні.

## Нагороди
- Медаль принца-регента Луїтпольда
- Залізний хрест
  - 2-го класу (21 жовтня 1914)
  - 1-го класу (7 вересня 1916)
- Орден «За військові заслуги» (Баварія) 4-го класу з мечами і короною (3 вересня 1918)
- Нагрудний знак «За поранення» в чорному (11 січня 1919)
- Почесний хрест ветерана війни з мечами
- Медаль «За вислугу років у Вермахті» 4-го, 3-го, 2-го і 1-го класу (25 років) (2 жовтня 1936) — отримав 4 медалі одночасно.
- Медаль «У пам'ять 13 березня 1938 року»
- Застібка до Залізного хреста
  - 2-го класу (24 грудня 1939)
  - 1-го класу (15 травня 1940)
- Медаль «За Атлантичний вал» (22 листопада 1940)
- Лицарський хрест Залізного хреста з дубовим листям
  - Лицарський хрест (15 липня 1941)
  - Дубове листя (№ 324; 12 листопада 1943)
- Медаль «За зимову кампанію на Сході 1941/42»
- Відзначені у Вермахтберіхт (18 лютого 1944)